# Martín de la Puente
Martín de la Puente Riobó (* 22. Juni 1999 in Vigo) ist ein spanischer Rollstuhltennisspieler.

## Karriere
De la Puente wurde mit dem Proteus-Syndrom geboren, einer seltenen Erbkrankheit, die sich in gesteigertem Wachstum verschiedener Körperteile äußert. Deshalb musste er sich bis zu seinem 14. Lebensjahr insgesamt 16 Operationen unterziehen, einschließlich der Amputation seines linken Fußes, als er acht Jahre alt war. Er begann mit dem Rollstuhltennis, als er zehn Jahre alt war. Im März 2015 erreichte er die Spitze der Juniorenweltrangliste.
Martín de la Puente konnte während seiner Karriere bisher drei Grand-Slam-Endspiele erreichen. Im Einzel verlor er 2024 das Finale von Wimbledon gegen Alfie Hewett. Im Doppel gewann er 2022 zusammen mit Nicolas Peifer die US Open, 2023 stand er mit Gustavo Fernández im Finale der French Open. In beiden Endspielen waren die Gegner Hewett und Gordon Reid.
De la Puente ist dreimaliger Paralympics-Teilnehmer. 2016 schied er in Rio im Einzel in der zweiten Runde aus, im Doppel erreichte er mit Daniel Caverzaschi das Viertelfinale. Ebenfalls im Viertelfinale scheiterten die beiden 2021 in Tokio an den späteren Goldmedaillengewinnern Stéphane Houdet und Nicolas Peifer. Im Einzel kam er nicht über das Achtelfinale hinaus, auch dort stand ihm Houdet im Weg. Die Spiele 2024 waren seine erfolgreichsten, er kam in beiden Disziplinen in das Spiel um Bronze. Während er sich im Einzel noch Gustavo Fernández klar in zwei Sätzen geschlagen geben musste, gewann er im Doppel mit seinem Partner Daniel Caverzaschi nach Match-Tie-Break die Bronzemedaille. Damit wurden sie die ersten spanischen Medaillengewinner im Rollstuhltennis, seit der Sport 1992 paralympisch wurde.

## Leistungsbilanz bei den Grand-Slam-Turnieren

### Einzel
| Turnier         | 2022 | 2023 | 2024 | 2025 | Karriere |
| --------------- | ---- | ---- | ---- | ---- | -------- |
| Australian Open | –    | VF   | 1    | HF   | HF       |
| French Open     | VF   | HF   | 1    | HF   | HF       |
| Wimbledon       | –    | HF   | F    | HF   | F        |
| US Open         | VF   | VF   |      |      | VF       |

### Doppel
| Turnier         | 2022 | 2023 | 2024 | 2025 | Karriere |
| --------------- | ---- | ---- | ---- | ---- | -------- |
| Australian Open | –    | VF   | VF   | HF   | HF       |
| French Open     | HF   | F    | VF   | VF   | F        |
| Wimbledon       | –    | HF   | VF   | S    | S        |
| US Open         | S    | VF   |      |      | S        |

Zeichenerklärung: S = Turniersieg; F, HF, VF, AF = Einzug ins Finale / Halbfinale / Viertelfinale / Achtelfinale; 1, 2, 3 = Ausscheiden in der 1. / 2. / 3. Hauptrunde; nicht ausgetragen